# David Copperfield (personaggio)
David Copperfield è un personaggio immaginario, protagonista del romanzo omonimo dello scrittore britannico Charles Dickens. Il suo carattere e la sua personalità sono basati in parte su quelli dello stesso autore, che vi ha incorporato molti elementi reali della propria infanzia.
Lungo tutto il romanzo raramente viene chiamato col nome di battesimo, se non da Mr. Murdstone. Viene invece alternativamente soprannominato dai vari personaggi coi nomignoli di Davy, Trot, Trotwood, Copperfield, Copperfull, Daisy e Doady.

## Biografia del personaggio
Nasce un Venerdì sera del mese di Marzo. Assieme alla giovane madre vedova Clara e alla fedele domestica Peggotty, vive una vita idilliaca durante i primi anni della sua esistenza; questo anche se orfano di padre, morto sei mesi prima della sua nascita. Quest'infanzia felice e gioiosa viene però bruscamente interrotta dall'arrivo di Mr. Murdstone, futuro patrigno di David, il quale non si fa remore nell'utilizzare punizioni corporali quando egli ne ritenga la necessità.
Presto il bambino viene allontanato dalla madre dall'insensibile patrigno e tutore e gettato in mezzo ad estranei nel collegio di Salem House; qui è vittima costante di soprusi ed atti di bullismo, fino a quando non si trova a far amicizia col 'famoso' James Steerforth che lo prende sotto la propria ala protettiva.
Costretto a tornare a casa dopo la morte della madre e del fratellastro neonato, Murdstone assieme all'acida sorella decidon presto di mandarlo a lavorare in una fabbrica dove imbottigliano il vino. La vita in fabbrica è fortemente triste ed infelice per il giovane David, anche se a tirargli un po' su il morale è l'amicizia con lo strampalato Mr. Micawber, sempre indebitato fino al collo e senza un soldo.
Dopo esser riuscito a scappare dalla fabbrica si dirige verso la casa della zia Betsey Trotwood a Dover; la zia riesce ad adottarlo e poi lo manda alla scuola privata di Mr. Strong a Canterbury. Qui incontra la futura moglie Agnes e il viscido Uriah Heep, che lavora come segretario dell'avvocato Wickfield, l'anziano padre di Agnes.
Il resto della storia sottolinea le lotte che David deve affrontare lungo il corso della sua vita, ed il coinvolgimento in vari fatti, tra cui l'amicizia profonda con l'ex compagno di collegio James, la relazione stretta che verrà sempre più ad avere con la famiglia della buona Peggotty; in più varie preoccupazioni riguardanti Wickfield, Micawber e Strong.
Oltre a destreggiarsi tra questi problemi, l'oramai cresciuto giovane deve anche fare i conti con l'amore appassionato e sincero che porta la fatua Dora nei suoi confronti. Dopo un periodo di corteggiamento i due si sposano; la giovane moglie è però di costituzione fragile e malaticcia e muore presto, lasciando David solo e col cuore spezzato.
In seguito viaggia in lungo e in largo per tutta l'Europa, riesce a pubblicare il suo primo romanzo grazie all'aiuto del vecchio amico di scuola Tommy, fino a che non si rende conto d'amare l'amica nonché confidente di sempre Agnes: si sposano e si trasferiscono in una casa a Londra con i loro figli. La carriera letteraria di David ha nel frattempo avuto sempre più successo.

## Filmografia
| Anno | Film                                                                                        | Interpreti                                                                                       | Note |
| ---- | ------------------------------------------------------------------------------------------- | ------------------------------------------------------------------------------------------------ | --- |
| 1911 | David Copperfield, film muto (USA, 1911), diretto da Theodore Marston                       | Flora Foster (David bambino) - Ed Genung (David adulto)                                          | Secondo un'accettata convenzione teatrale e cinematografica dell'epoca, il primo "David bambino" è interpretato da un'attrice bambina. |
| 1913 | David Copperfield, film muto (GB, 1913), diretto da Thomas Bentley                          | Reginald Sheffield (David bambino) - Len Bethel (il giovane David) - Kenneth Ware (David adulto) | |
| 1922 | David Copperfield, film muto (Danimarca, 1922), diretto da Gerhard Berger                   | Martin Herzberg (David bambino) - Gorm Schmidt (David adulto)                                    | |
| 1935 | David Copperfield, film (USA, 1935), diretto da George Cukor                                | Freddie Bartholomew (David bambino) - Frank Lawton (David adulto)                                | Prima e popolarissima versione sonora del racconto, con un cast d'eccezione. |
| 1954 | David Copperfield, sceneggiato TV (USA, 1954), diretto da Norman Felton                     | David Cole (David bambino e adulto)                                                              | Il primo sceneggiato televisivo del romanzo è l'unico adattamento ad impiegare un solo attore a interpretare il ruolo di David ragazzo e adulto. Trasmesso in due puntate alla televisione americana il 20 e 27 dicembre 1954 nella serie Robert Montgomery Presents.                 |
| 1956 | David Copperfield, sceneggiato TV (GB, 1956), diretto da Stuart Burge                       | Leonard Cracknell (David bambino) - Robert Hardy (David adulto)                                  | Prodotto dalla BBC, è trasmesso in 13 puntate tra il 28 settembre e il 21 dicembre 1956. |
| 1958 | David Copperfield, sceneggiato TV (Brasile, 1958)                                           | Márcio Trunkl                                                                                    | |
| 1958 | David Copperfield, mini-serie TV (GB, 1958-62)                                              | Martin Stephens (David bambino) - William Russell (David adulto)                                 | È trasmesso in 6 puntate nel 1958-62 nella serie Fredric March Presents Tales from Dickens |
| 1965 | David Copperfield, sceneggiato TV (Francia, 1965), diretto da Marcel Cravenne               | Didier Haudepin (David bambino) - Bernard Verley (David adulto)                                  | È trasmesso dalla televisione francese nella serie Le théâtre de la jeunesse. |
| 1965 | David Copperfield, sceneggiato TV (Italia, 1965), diretto da Anton Giulio Majano            | Roberto Chevalier (David bambino) - Giancarlo Giannini (David adulto)                            | È trasmesso dalla televisione italiana in 8 puntate, dal 26 dicembre 1965 al 13 febbraio 1966. |
| 1966 | David Copperfield, miniserie TV (UK, 1966)                                                  | Christopher Guard (David bambino) - Ian McKellen (David adulto)                                  | Prodotta dalla BBC, è trasmessa in 13 puntate tra il 16 gennaio e il 10 aprile 1966. |
| 1969 | David Copperfield, sceneggiato TV (Spagna, 1969)                                            | Paco Valladares (David adulto)                                                                   | È trasmesso alla televisione spagnola il 15 dicembre 1969 nella serie Novela. |
| 1970 | David Copperfield, film TV (UK, 1970), diretto da Delbert Mann                              | Alastair Mackenzie (David bambino) - Robin Phillips (David adulto)                               | È trasmesso la prima volta alla televisione inglese il 15 marzo 1970. |
| 1974 | David Copperfield, miniserie TV (UK, 1974), diretto da Joan Craft                           | Jonathan Kahn (David bambino) - David Yelland (David adulto)                                     | Trasmessa in 6 episodi alla televisione inglese dal 1 dicembre 1974 al 5 gennaio 1975. |
| 1986 | David Copperfield, miniserie TV (UK, 1986), diretto da Barry Letts                          | David Dexter (David bambino) - Colin Hurley (David adulto)                                       | Trasmessa in 10 episodi alla televisione inglese dal 19 ottobre al 21 dicembre 1986. |
| 1993 | David Copperfield, film TV (Canada-Francia, 1993), diretto da Don Arioli                    | Julian Lennon (voce)                                                                             | Versione animata del racconto. |
| 1999 | David Copperfield, miniserie TV (UK-USA 1999), diretta da Simon Curtis                      | Daniel Radcliffe (David bambino) - Ciarán McMenamin (David adulto)                               | Trasmesso alla televisione inglese in 2 puntate, il 25 e 26 dicembre 1999. |
| 2000 | David Copperfield, film TV (Irlanda-USA 1999), diretto da Peter Medak                       | Max Dolby (David bambino) - Hugh Dancy (David adulto)                                            | Presentato negli Stati Uniti il 10 dicembre 2000. |
| 2009 | David Copperfield, miniserie TV (Italia, 2009), diretta da Ambrogio Lo Giudice              | Christian Frasacco (David bambino) - Giorgio Pasotti (David adulto)                              | Trasmessa in 2 puntate su Rai 1 il 26 e 27 aprile 2009. |
| 2019 | La vita straordinaria di David Copperfield, film (USA-UK 2019), diretto da Armando Iannucci | Jairaj Varsani (David bambino) - Dev Patel (David adulto)                                        | Presentato il 5 settembre 2019 in anteprima mondiale al Toronto International Film Festival e in anteprima europea il 2 ottobre 2019 alla 63ª BFI London Film Festival. Fox Searchlight Pictures. È uscito nelle sale statunitensi 10 gennaio 2020, e quelle italiane dal 16 ottobre. |